# Kouropalates
Kouropalatēs, in Latijnse vorm curopalates, (Grieks: κουροπαλάτης, uit het Latijn: cura palatii "(belast met) de zorg voor het paleis") was een hoftitel van het Byzantijnse Rijk.
Oorspronkelijk was het de titel voor de hoffunctionaris die verantwoordelijk was voor de huishouding en het onderhoud van het paleis, de majordomus of hofmeier. In de zesde eeuw maakte keizer Justinianus I de functie tot een van de belangrijkste functies aan het hof. De titel werd ook als eerbewijs aan buitenlandse vorsten toegekend. Vanaf de elfde eeuw verloor de functie weer aan betekenis. 